# Birger Wasenius
Birger Wasenius (Helsinki, 7 dicembre 1911 – 2 gennaio 1940) è stato un pattinatore di velocità su ghiaccio finlandese.
È stato ucciso durante una battaglia militare nella guerra d'inverno.

## Palmarès

### Olimpiadi invernali
- Argento a Garmisch-Partenkirchen 1936 nei 1500 metri
- Argento a Garmisch-Partenkirchen 1936 nei 5000 metri
- Bronzo a Garmisch-Partenkirchen 1936 nei 10000 metri

### Mondiali
- Oro a Helsinki 1939
- Argento a Helsinki 1934
- Argento a Davos 1936
- Argento a Oslo 1937

### Europei
- Argento a Viipuri 1933
- Bronzo a Helsinki 1935
- Bronzo a Davod 1937